# DBpedia

DBpedia im Linking Open Data project im September 2007

DBpedia in der Linking Open Data Cloud 2014

DBpedia ist ein Gemeinschaftsprojekt, das Wikipedia-Artikel gemäß der Konzepte von Linked Open Data für das Semantic Web transformiert. DBpedia wurde 2007 von den Entwicklern Sören Auer, Jens Lehmann,  Georgi Kobilarov, Richard Cyganiak und Zachary Ives der Universität Leipzig, Christian Bizer  der Universität Mannheim, des Hasso-Plattner-Instituts und OpenLink Software ins Leben gerufen. Die DBpedia-Entwickler extrahieren regelmäßig strukturierte Informationen aus Wikipedia und machen sie als Webanwendung, als Datenbankdump, und als SPARQL-Endpunkt zugänglich. DBpedia ermöglicht somit, die Wikipedia-Datenbasis anhand verschiedener Mechanismen auf standardisierte und trotzdem flexible Weise mit anderen Informationssystemen zu verbinden.
Seit 2014 wird DBpedia durch die DBpedia Association am Institut für Angewandte Informatik (InfAI) an der Universität Leipzig unterstützt und verwaltet.

## Hintergrund
Wikipedia-Artikel bestehen meistens aus normalem Fließtext, enthalten aber andererseits auch strukturierte Informationen, beispielsweise Infoboxen, Tabellen, Kategorien, geographische Koordinaten und Weblinks. Diese Informationen können extrahiert und als Datenbasis für fortgeschrittene Fragen verwendet werden. Im September 2011 enthielt DBpedia 3,64 Millionen Datensätze (things) mit mehr als einer halben Milliarde Einzeldaten (facts). Die im September 2014 erschienene Version enthält 38,3 Millionen Datensätze über alle Sprachversionen hinweg, wovon 4,58 Millionen Datensätze auf die englische Version entfallen. Insgesamt enthält DBpedia in Version 2014 etwa 3 Milliarden Einzeldaten.
Als Standard für die Daten wird das Resource Description Framework (RDF) benutzt. Als Quelle wurden unter anderem die englische, deutsche, französische, spanische, italienische, portugiesische, polnische, schwedische, niederländische, japanische, chinesische, russische, finnische und norwegische Wikipedia verwendet. Die Datensätze sind unter der GNU-Lizenz für freie Dokumentation und der Creative-Commons-Attribution-ShareAlike-3.0-Lizenz verfügbar und mit anderen freien Datensammlungen (Open Data) durch den RDF-Standard verbunden. Dies sind beispielsweise Freebase, Open Cyc, UMBEL, GeoNames, MusicBrainz, CIA World Factbook, das Linked Open Data-Projekt der New York Times, Digital Bibliography & Library Project, Project Gutenberg, Jamendo, Eurostat und die US-Volkszählung.
Seit 2012 betreibt die Wikimedia Foundation neben der Wikipedia selbst das Projekt Wikidata, in dem einzelne Fakten direkt verwaltet werden, wovon wiederum viele der strukturierten Daten der Wikipedia automatisch gespeist werden sollen. Zukünftig ist geplant, dass auch DBpedia sich verstärkt aus Wikidata bedient.